# 천젠 (외교관)
천젠(陈健, 1942년 2월 2일 ~ )은 중국 외교관이다. 2001년부터 2007년까지 유엔 총회 및 회의 관리 담당 사무차장을 역임했다.

## 생애
1966년부터 1972년까지 천젠은 중화인민공화국 외교부(MFA) 국제기구 및 회의부 직원으로 근무했다. 1972년부터 1977년까지 유엔 중화인민공화국 대표부 무관이 되었다. 유엔이 중국을 "미국에 대한 유일한 합법적인 중국 대표"로 인정한 이후 처음으로 중국을 대표하는 외교관 그룹이었다. 천젠은 중국으로 돌아와 국제기구 및 회의부에서 계속 일했다. 중국에서 3년간 근무한 후, 천젠은 유엔으로 돌아와 유엔 대표부 제3서기, 제2서기, 제1서기를 역임했다. 1984년에 천젠은 국제 통화 기금(IMF)의 사무총장 보좌관으로 임명되었으며, 1985년부터 1992년까지 국제기구 및 회의부의 부국장, 고문으로 승진했다. 1992년부터 1994년까지 유엔 주재 중국 대사 겸 상임부대표로 임명되었다.
1994년부터 1996년까지 정보부 국장 및 MFA 대변인을 역임했으며, 1996년부터 1998년까지 외무부 차관을 역임했다. 1998년 4월, 천젠은 일본 주재 중국 특명전권대사로 임명되었다. 2001년 8월 21일, 코피 아난(Kofi Annan) 사무총장은 천젠을 총회 업무 및 회의 서비스 담당 사무차장으로 임명했다.
2007년부터 2012년까지 천젠은 중국 유엔협회 회장을 역임했다. 현재 중국 인민대학교 국제관계대학 총장으로 재직 중이다.